# Klubi Sportiv Ada Velipojë
El KS Ada Velipojë es un equipo de fútbol de Albania que milita en la Kategoria e Dytë, la tercera liga de fútbol más importante del país.

## Historia
Fue fundado el 6 de marzo de 1996 en la ciudad de Velipojë, en el actual municipio de Shkodër y nunca ha jugado en la Kategoria Superiore, además cuenta con una sección en fútbol femenil, la cual ha sido más exitosa, ya que ha sido el primer equipo de fútbol femenil de Albania en jugar la Liga de Campeones Femenil de la UEFA.